# Cercotrichas hartlaubi
Rouxinol-de-dorso-castanho ou rouxinol-do-mato-de-dorso-castanho (Cercotrichas hartlaubi) é uma espécie de ave da família Muscicapidae.
Pode ser encontrada nos seguintes países: Angola, Burundi, Camarões, República Centro-Africana, República Democrática do Congo, Quénia, Nigéria, Ruanda, Tanzânia e Uganda.
Os seus habitats naturais são: savanas húmidas.